# 만다곰포돈
만다곰포돈(Mandagomohodon hirschsoni) 또는 또는 스케일노돈 허쉬소니(Scalenodon hirschsoni)는 탄자니아의 만다 지층(Manda beds)에서 발견된 키노돈트이다. 모식종인 만다곰포돈 허쉬소니(또는 스케일노돈 허쉬소니)는 원래 1972년 고생물학자 크롬프톤(Crompton)에 의해 스케일노돈에 분류되었다, 그러나 화석이 발견된 만다 지층에서는 스케일노돈의 화석이 발견되지 않았다는 사실을 근거로 고생물학자 제임스 홉슨(James A. Hopson)에 의해 만다곰포돈은 스케일노돈속에서 만다곰포돈속으로 재분류 되었다.